# Columbus Grove
Columbus Grove és una població dels Estats Units a l'estat d'Ohio. Segons el cens del 2000 tenia 2.200 habitants.

## Demografia
Segons el cens del 2000, Columbus Grove tenia 2.200 habitants, 880 habitatges, i 616 famílies. La densitat de població era de 824,7 habitants per km².
Dels 880 habitatges en un 33,5% hi vivien nens de menys de 18 anys, en un 53,1% hi vivien parelles casades, en un 12,8% dones solteres, i en un 30% no eren unitats familiars. En el 27,2% dels habitatges hi vivien persones soles el 13,6% de les quals corresponia a persones de 65 anys o més que vivien soles. El nombre mitjà de persones vivint en cada habitatge era de 2,5 i el nombre mitjà de persones que vivien en cada família era de 3,05.
Per edats la població es repartia de la següent manera: un 27,1% tenia menys de 18 anys, un 9,7% entre 18 i 24, un 27,4% entre 25 i 44, un 20,9% de 45 a 60 i un 15% 65 anys o més.
L'edat mediana era de 35 anys. Per cada 100 dones de 18 o més anys hi havia 90,4 homes.
La renda mediana per habitatge era de 42.409 $ i la renda mediana per família de 48.750 $. Els homes tenien una renda mediana de 37.434 $ mentre que les dones 21.875 $. La renda per capita de la població era de 18.316 $. Aproximadament el 4,6% de les famílies i el 5,3% de la població estaven per davall del llindar de pobresa.

## Poblacions més properes
El següent diagrama mostra les poblacions més properes.